# Hoa hậu Hoàn vũ 1979
Hoa hậu Hoàn vũ 1979 là cuộc thi Hoa hậu Hoàn vũ lần thứ 28 được tổ chức tại Perth, Úc. Người chiến thắng của cuộc thi là Maritza Sayalero, hoa hậu Venezuela.

## Kết quả

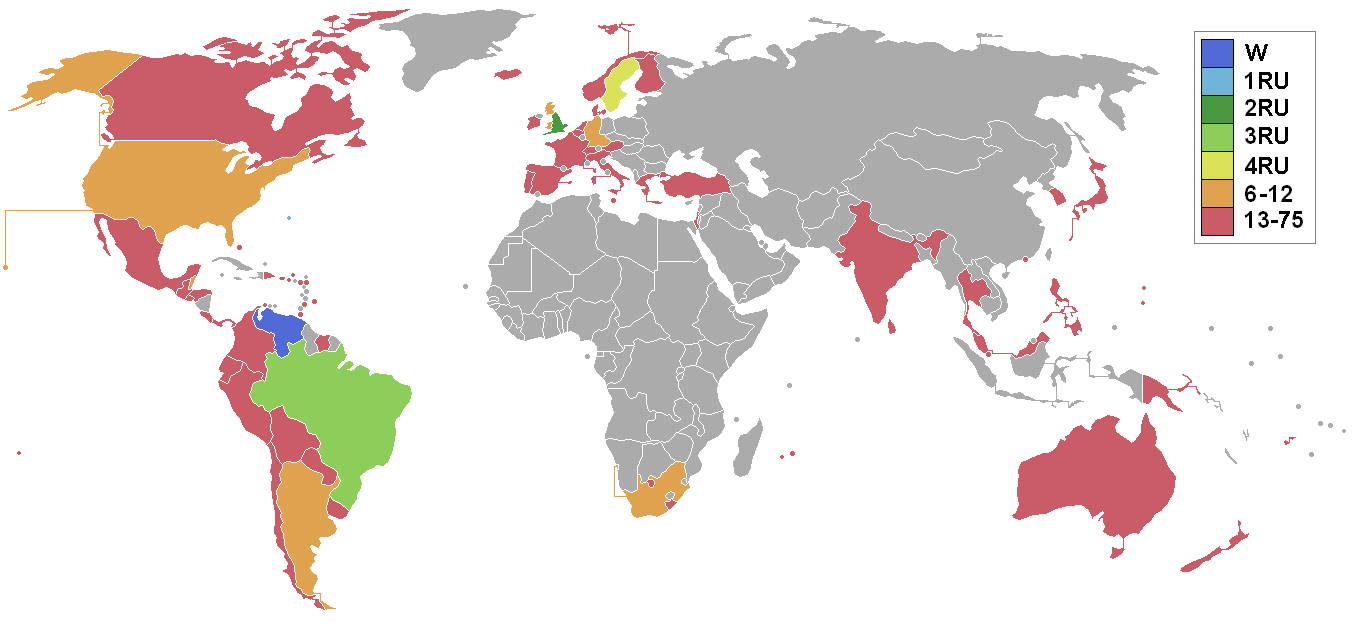
Các nước tham gia Hoa hậu Hoàn vũ 1979 và kết quả.

### Thứ hạng
| Kết quả              | Thí sinh |
| -------------------- | --- |
| Hoa hậu Hoàn vũ 1979 | - Venezuela – Maritza Sayalero |
| Á hậu 1              | - Bermuda – Gina Swainson |
| Á hậu 2              | - Anh – Carolyn Ann Seaward |
| Á hậu 3              | - Brazil – Martha Jussara da Costa |
| Á hậu 4              | - Thụy Điển – Anette Marie Ekström |
| Top 12               | - Argentina – Adriana Virginia Álvarez - Belize – Sarita Diana Acosta - Đức – Andrea Hontschik † - Scotland – Lorraine Davidson - Nam Phi – Veronika Wilson - Hoa Kỳ – Mary Therese Friel - Wales – Janet Beverly Hobson |

### Thứ tự gọi tên
| 1. Wales 2. Bermuda 3. Brazil 4. Nam Phi 5. Hoa Kỳ 6. Belize 7. Argentina 8. Anh 9. Đức 10. Scotland 11. Venezuela 12. Thụy Điển | 1. Venezuela 2. Thụy Điển 3. Bermuda 4. Anh 5. Brazil |

## Các giải thưởng đặc biệt
| Giải thưởng                 | Thí sinh                    |
| --------------------------- | --------------------------- |
| Hoa hậu Ảnh                 | - Anh – Carolyn Ann Seaward |
| Hoa hậu Thân thiện          | - Nhật Bản – Yurika Kuroda  |
| Trang phục dân tộc đẹp nhất | - Uruguay – Elizabeth Busti |

## Hội đồng giám khảo
- Ita Buttrose
- Lana Cantrell
- Yves Cornassiere
- Don Galloway
- Apasra Hongsakula – Hoa hậu Hoàn vũ 1965 đến từ Thái Lan
- Julio Iglesias
- Tony Martin
- Robin Moore
- Rossana Podestà
- Anne Marie Pohtamo –- Hoa hậu Hoàn vũ 1975 đến từ Phần Lan
- Constance Towers

### Chung kết
| Quốc gia/Vùng lãnh thổ | Phỏng vấn  | Áo tắm     | Dạ hội     | Điểm trung bình |
| ---------------------- | ---------- | ---------- | ---------- | --------------- |
| Venezuela              | 9.362 (1)  | 9.135 (1)  | 9.416 (1)  | 9.304 (1)       |
| Bermuda                | 8.872 (2)  | 9.027 (2)  | 9.100 (2)  | 9.000 (2)       |
| Anh                    | 8.671 (3)  | 8.591 (4)  | 8.936 (3)  | 8.733 (3)       |
| Brazil                 | 8.509 (4)  | 8.764 (3)  | 8.818 (4)  | 8.697 (4)       |
| Thụy Điển              | 8.300 (5)  | 8.127 (7)  | 8.409 (6)  | 8.279 (5)       |
| Nam Phi                | 7.918 (10) | 8.330 (5)  | 8.454 (5)  | 8.234 (6)       |
| Belize                 | 8.118 (7)  | 8.279 (6)  | 8.118 (10) | 8.171 (7)       |
| Hoa Kỳ                 | 8.100 (8)  | 7.709 (12) | 8.335 (7)  | 8.048 (8)       |
| Đức                    | 8.125 (6)  | 7.882 (10) | 8.118 (10) | 8.042 (9)       |
| Scotland               | 7.764 (11) | 8.118 (8)  | 8.218 (8)  | 8.033 (10)      |
| Argentina              | 8.009 (9)  | 8.045 (9)  | 8.021 (12) | 8.025 (11)      |
| Wales                  | 7.380 (12) | 7.818 (11) | 8.150 (9)  | 7.783 (12)      |

## Thí sinh tham gia
| - Antigua – Elsie Maynard - Argentina – Adriana Virginia Álvarez - Aruba – Lugina Liliana Margareta Vilchez - Úc – Kerry Dunderdale - Áo – Karin Zorn - Bahamas – Lolita Louise Ambrister - Barbados – Barbara Bradshaw - Bỉ – Christine Linda Bernadette Cailliau - Belize – Sarita Diana Acosta - Bermuda – Gina Ann Swainson - Bolivia – María Luisa Rendón - Bophuthatswana – Alina Moeketse - Brazil – Martha Jussara da Costa - Quần đảo Virgin (Anh) – Eartha Ferdinand - Canada – Heidi Quiring - Chile – María Cecilia Serrano Gildemeister - Colombia – Ana Milena Parra Turbay - Costa Rica – Carla Facio Franco - Đan Mạch – Lone Gladys Joergensen - Cộng hòa Dominica – Viena Elizabeth García Javier - Ecuador – Margarita Plaza - El Salvador – Judith Ivette López Lagos - Anh – Carolyn Ann Seaward - Fiji – Tanya Whiteside - Phần Lan – Päivi Uitto - Pháp – Sylvie Hélène Marie Parera - Đức – Andrea Hontschik † - Hy Lạp – Katia Koukidou - Guam – Marie Cruz - Guatemala – Michelle Marie Domínguez Santos - Hà Lan – Eunice Bharatsingh - Honduras – Gina Maria Weidner Cleaves - Hồng Kông – Trịnh Văn Nhã - Iceland – Halldora Björk Jonsdóttir - Ấn Độ – Swaroop Sampat - Ireland – Lorraine Marion O'Conner - Israel – Vered Polgar - Ý – Elvira Puglisi | - Nhật Bản – Yurika Kuroda - Hàn Quốc – Jae-hwa Seo - Malaysia – Irene Wong Sun Ching - Malta – Dian Borg Bartolo - Mauritius – Maria Lynda Allard - Mexico – Blanca María Luisa Díaz Tejeda - New Zealand – Andrea Karke - Quần đảo Bắc Mariana – Barbara Torres - Na Uy – Unni Margrethe Öglaend - Panama – Yahel Cecile Dolande - Papua New Guinea – Molly Misbut - Paraguay – Patricia Lohman Bernie - Perú – Jacqueline Brahm - Philippines – Criselda "Dang" Flores Cecilio - Bồ Đào Nha – Marta Maria Mendoça de Gouveia - Puerto Rico – Teresa López - Réunion – Isabelle Jacquemart - Saint Kitts – Cheryl Chaderton - Saint Vincent – June de Nobriga - Scotland – Lorraine Davidson - Singapore – Elaine Tan Kim Lian - Nam Phi – Veronica Wilson - Tây Ban Nha – Gloria María Valencia Rijo - Sri Lanka – Vidyahari Vanigasooriya - Suriname – Sergine Lieuw-A-Len - Thụy Điển – Annette Marie Ekström - Thụy Sĩ – Birgit Krahl - Tahiti – Fabienne Tapare - Thái Lan – Wongduan Kerdpoom - Transkei – Lindiwe Bam - Trinidad và Tobago – Marie Noelle Diaz - Thổ Nhĩ Kỳ – Fusin Tahire Dermitan - Uruguay – Elizabeth Busti - Hoa Kỳ – Mary Therese Friel - Quần đảo Virgin (Mỹ) – Linda Torres - Venezuela – Maritza Sayalero - Wales – Janet Beverly Hobson |

## Chú ý

### Lần đầu tham dự
- Bophuthatswana
- Fiji
- Transkei

### Trở lại
- Lần cuối tham gia vào năm 1974:
  -  Bồ Đào Nha
- Lần cuối tham gia vào năm 1977:
  -  Antigua
  -  Quần đảo Virgin (Anh)
  -  Saint Kitts

### Bỏ cuộc
- Bonaire
- Curaçao
- Liban
- Lesotho
- Maroc
- Tân Hebrides
- Nicaragua – Patricia Pineda Chamorro
- Samoa thuộc Mỹ

### Không tham gia
- Quần đảo Turks và Caicos – Rosemary Forbes